# 斯特拉班鎮區 (北達科他州大福克斯縣)
斯特拉班鎮區（英語：Strabane Township）是位於美國北達科他州大福克斯縣的一個鎮區。

## 地方資料
斯特拉班鎮區的面積為92.10平方千米，當中陸地面積為92.07平方千米，而水域面積為0.03平方千米。根據2020年美國人口普查的數據，當地共有人口90人，而人口密度為每平方千米0.98人。